# CDC (informàtica)
Connected Device Configuration (CDC) és una especificació d'un entorn de treball per al desenvolupament d'aplicacions Java ME dirigides a dispositius encastats com mòbils o PDA.
CDC va ser desenvolupat per la Java Community Process. Hi ha dues versions de CDC amb els seus corresponents documents formals (Java Specification Request)CDC 1.0 (JSR 36) i CDC 1.1 (JSR 218).

## Requeriments mínims
- Memòria RAM: 2 MB
- Memòria ROM: 2.5 MB
- CPU: La CPU ha de ser de 32 bits com a mínim.

## Perfils
Hi ha tres perfils principals per a la configuració CDC
- Foundation Profile
  - API similar a la de Java SE
  - Sense interfície gràfica d'usuari

- Personal Basis Profile
  - És una extensió dels perfil Foundation Profile
  - Suport per a interfícies gràfiques d'usuari lleugeres. Suporta algunes classes de AWT, però no tots els Widgets. Per exemple no suporta java.awt.Button perquè aquest tipus de widget pressuposa que es disposa d'un dispositiu punter com un ratolí.
  - Basada en BD-J

- Personal Profile
  - Extensió del perfil Personal Basis Profile
  - Suport complet AWT
  - Suport complet d'Applets
  - Les aplicacions Java són fàcils de passar a aquest perfil